# Slawik Galystian
Slawik Galystian (orm. Սլավիկ Գալստյան; ur. 21 grudnia 1996) – ormiański zapaśnik walczący w stylu klasycznym. Olimpijczyk z Paryża 2024, gdzie zajął piąte miejsce w kategorii do 67 kg. Brązowy medalista mistrzostw świata w 2019 roku. 
Trzeci na mistrzostwach Europy w 2021 i 2022; piąty w 2019 i 2024. Trzeci w indywidualnym Pucharze Świata w 2020. 
Wicemistrz Europy U-23 w 2019; trzeci w 2018. Trzeci na MŚ juniorów w 2014 i kadetów w 2013 roku.